# Helichrysum lawalreeanum
Helichrysum lawalreeanum là một loài thực vật có hoa trong họ Cúc. Loài này được Lisowski mô tả khoa học đầu tiên năm 1985.